# The Hamiltons
The Hamiltons és una pel·lícula estatunidenca dirigida per The Butcher Brothers, estrenada el 2006. El rodatge es desenvolupà entre febrer i març de 2005 a Petaluma, a Califòrnia.

## Argument
Els membres de la família Hamilton s'han adaptat recentment a la mort inoportuna dels seus pares. El gran, David, prova d'interpretar el paper de pare malgrat el comportament incestuós i cada vegada més violent dels bessons, Wendel i Darlène. El més jove, Francis, filma la seva família amb la càmera dels seus pares. Les imatges passades revelen l'univers d'aquesta família, a priori tranquil, del qual alguns veïns no surten indemnes...

## Repartiment
- Cory Knauf: Francis Hamilton.
- Samuel Child: David Hamilton.
- Joseph McKelheer: Wendell Hamilton
- Mackenzie Firgens: Darlene Hamilton
- Rebekah Hoyle: Samantha Teal.
- Brittany Daniel: Dani Cummings
- Al Liner: Paul Glenn.
- Jena Hunt: Kitty Davies.
- Tara Glass: Jenna Smith.
- Larry Laverty: Larry Davies
- Joe Egender: Allen Davies
- Nicholas Fanella: Lenny Hamilton.
- Jackie Honea: La Sra. Hamilton
- John Krause: Mr Hamilton
- Nathan Parker: Hot Pants.